# Угон пути
Уго́н пути́ — продольное перемещение рельсов под колёсами проходящего поезда, как правило, направленное в сторону его движения. Угон вызывает серьёзные нарушения в работе железнодорожного пути.

## Происхождение
Угон возникает в тех случаях, когда текущее содержание пути находится на неудовлетворительном уровне, что приводит к нарушению устойчивости. При проходе колёс по рельсу последний прогибается под весом вагона, что приводит к увеличению сопротивления движению, то есть к появлению силы, тормозящей поезд. Однако, по третьему закону Ньютона, появляется и сила, которая пытается увлечь путь за поездом. Таким образом, при ослаблении рельсовых скреплений рельсы начинают проскальзывать по основанию. В частности, если на рельсах не установлены специальные средства против угона пути, при проходе двухосной вагонной тележки рельсы перемещаются на 0,03—0,06 мм, а следовательно, проход поезда из 50 вагонов (200 осей) приводит к угону пути уже от 3 до 6 мм. Особенно вероятно возникновение угона пути на затяжных спусках, что связано с притормаживанием на них поездов, необходимым для ограничения роста скорости.

## Последствия угона
Угон пути приводит к нарушению стыковых зазоров: на одном конце участка пути они становятся практически нулевыми, а на другом — слишком большими.
На протяжении участка с нулевыми зазорами в летнее время при высокой температуре в рельсах появляются большие продольные сжимающие усилия, из-за того, что рельсы теряют возможность удлиняться. Это может привести к нарушению устойчивости рельсошпальной решетки, а в бесстыковом пути — к выбросу пути.
В зоне предельно растянутых зазоров в зимнее время при низких температурах в рельсах появляются значительные растягивающие усилия, следствием чего может быть срез болтов и разъединение стыков. А в бесстыковом пути — даже разрыв рельсов (для марок Р50 и ниже).
При недостатке балласта или его плохом уплотнении возможен угон рельсов вместе со шпалами. В свою очередь, сдвиг шпал со своих уплотнённых постелей приводит к просадкам пути, что наиболее опасно в стыковых шпалах, так как ведет к увеличению динамического воздействия на путь.

## Меры предотвращения угона
Угон возникает там, где применяются костыльные скрепления, в то время как использование раздельных промежуточных скреплений с пружинящими элементами надёжно защищают путь от угона. Также постановка пути на щебень увеличивает сопротивление шпалы продольному перемещению. Если же конструкция промежуточных скреплений не обладает противоугонными свойствами, то для предотвращения угона рельсов относительно шпал применяют противоугоны.
С 1947 года на советских железных дорогах применялись самозаклинивающиеся противоугоны. С 1960-х годов им на смену пришли пружинные противоугоны, которые могут воспринимать продольные силы до 8 килоньютонов.
На обычных магистральных железных дорогах такие противоугоны ставятся в количестве от 18 до 44 на каждое 25-метровое путевое звено, а на высокоскоростных магистралях и на путях метрополитена — практически на каждой шпале.